# Longeville-sur-la-Laines
Longeville-sur-la-Laines è un comune francese di 468 abitanti situato nel dipartimento dell'Alta Marna nella regione del Grand Est.

## Società

### Evoluzione demografica
Abitanti censiti